# 乐尔生
乐尔生牧师（Nikolai Astrup Larson，1878年7月13日—1961年4月14日）美国信义会传教士。
1878年7月13日，乐尔生出生于爱荷华州迪科拉。父亲是路德学院校长 Lauritz Larsen。1896年毕业于路德学院。1900年毕业于路德神学院。毕业后在明尼苏达州担任牧师。1902年前往北达科他州。1904年在此与第一任妻子 Tora Ylvisaker 结婚，6年后妻子去世，1911年 服务于华盛顿州塔科马救主堂，1912年再娶 Marie Weltzin,。
1913年,乐尔生夫妇一起受光州信义会差会差遣,前往中国传教,驻河南光州（今潢川）。1925年担任汉口协同神学院院长。离开中国后，服务于爱荷华州苏城第一路德会，次年当选为爱荷华区会长,15年后退休。他于1961年4月14日在家乡去世，享年82岁，葬于当地路德会公墓。